# Městské opevnění (Hustopeče)
Městské opevnění v Hustopečích je datováno do 16. století. Ještě v roce 1720 byly Hustopeče nazývány městem hrazeným. Vstupní brány tehdy byly Kovářská v Panské ulici, Židovská naproti Starovicím a Vodní oproti tehdejšímu předměstí České Vsi (Böhmdorfu). Hradby byly postupně od roku 1830 zastavovány a rozebírány. Poslední z bašt se dochovala v dnešní Hradební ulici.